# Thomas Hofmann (Informatiker)

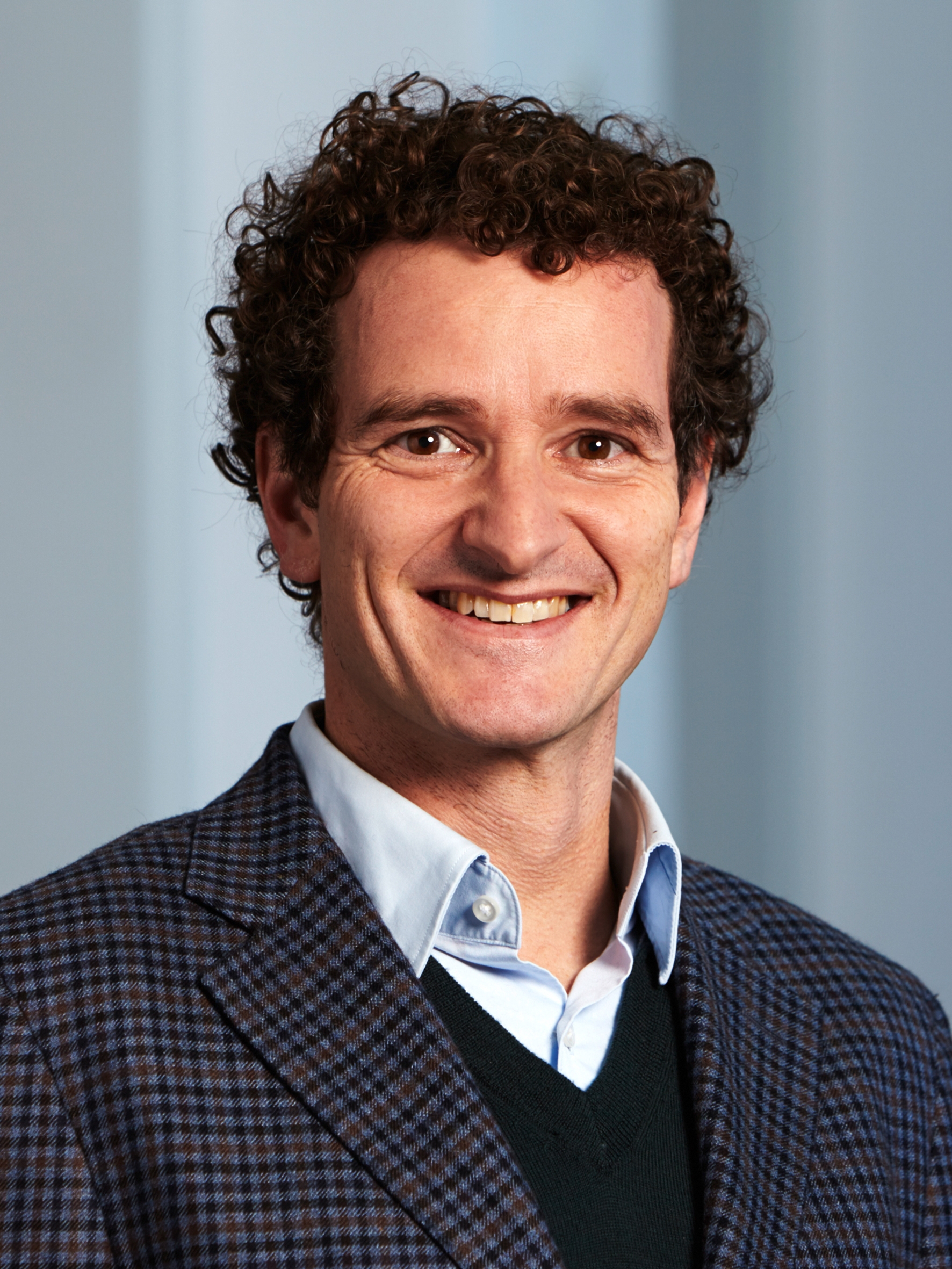
Thomas Hofmann (2014)

Thomas Hofmann (* 1966 in Bergisch Gladbach) ist ein deutscher Informatiker, Hochschullehrer und Experte für Maschinelles Lernen und Künstliche Intelligenz.

## Leben
Thomas Hofmann doktorierte 1997 in Computerwissenschaften an der Universität Bonn mit der Arbeit Data clustering and beyond: a deterministic annealing framework for exploratory data analysis.
Anschliessend war er Postdoctoral Fellow im Artificial Intelligence Lab des MIT und danach an der UC Berkeley auf dem Gebiet Electrical Engineering & Computer Science.
1999 wechselte er an die Brown University und wurde dort 2004 Tenure-Track-Assistenzprofessor.
Anschliessend wurde er als Ordentlicher Professor an die Technische Universität Darmstadt berufen. Gleichzeitig übernahm er die Leitung des Fraunhofer-Instituts für Integrierte Publikations- und Informationssysteme (IPSI), welches jedoch 2006 geschlossen wurde.
Hofmann wechselte 2006 in die Privatwirtschaft. Er wurde Entwicklungsleiter des Forschungszentrums von Google (Schweiz) in Zürich im Bereich der Websuche, Produktsuche und Werbeoptimierung. Gleichzeitig war er Lehrbeauftragter an der ETH Zürich.
Seit April 2014 ist er Ordentlicher Professor für Datenanalytik im Departement Informatik der ETH Zürich und Co-Direktor des Max Planck ETH Center for Learning Systems (CLS).
Thomas Hofmann ist ein in Europa führender Spezialist für Deep Learning. Als Max-Planck-Fellow leitet er eine Gruppe, die zur Koordinativen Intelligenz forscht. Intelligenz wird dabei als ein koordinativer und kommunikativer Prozess verstanden.
Seine wissenschaftlichen Arbeiten reichen von der Grundlagenforschung in Lerntheorie, Modellierung und Optimierung bis hin zu Anwendungen, insbesondere im Bereich des Text- und Bildverstehens. Besonders interessiert er sich das maschinelle Lesen von Text und das Verstehen natürlicher Sprache.
Seine Gruppe unterhält Kooperationen mit Google, Microsoft, IBM und Innosuisse.

## Weitere Tätigkeiten
- Thomas Hofmann hat als externer Experte in einer Arbeitsgruppe des Deutschen Ethikrats mitgewirkt.
- Er berät regelmäßig Jungunternehmen in technischen und strategischen Fragen und betätigt sich im kleinen Umfang als Privatinvestor.
- Er war selbst unternehmerisch tätig. So war er 2000 Mitgründer der Jungfirma Recommind, welche E-discovery solutions entwickelte. Diese Firma wurde 2016 von OpenText übernommen. Später war er an der Gründung der Firma 1plusX beteiligt, einer Schweizer Firma, welche Vermarkungstechnologie für Verlage und Medienfirmen entwickelt. Auch diese Firma wurde inzwischen aufgekauft.[5]

## Veröffentlichungen

### Auswahl wissenschaftlicher Veröffentlichungen
- Thomas Hofmann: Liste von Veröffentlichungen. Google Scholar, abgerufen am 15. Mai 2022.
- Thomas Hofmann et al.: Privatheit in Zeiten der Digitalisierung. Nationale Akademie der Wissenschaften Leopoldina, Halle (Saale) 2018, 66 S. ISBN 978-3-8047-3642-9
- Thomas Hofmann hat einen h-Index von 66, ein Mass für die weltweite Wahrnehmung des Wissenschaftlers in Fachkreisen.[6]

### Allgemein verständliche Veröffentlichungen mit Thomas Hofmann
- Anna Rathje: Leitfaden für Führungskräfte zu KI und maschinellem Lernen. Interview mit Prof. Thomas Hofmann. bigdata-insider.de, 14. Dezember 2018, abgerufen am 15. Mai 2022. Darin weist er darauf hin, dass das Sammeln vieler geeigneter Daten eine Voraussetzung für firmeninterne Anwendungen der künstlichen Intelligenz ist.
- Iwan Lieberherr: Künstliche Intelligenz.  srf.ch, Schweizer Radio, Interview mit T. Hofmann ab 17. bis 21. Minute, 18. November 2017, abgerufen am 15. Mai 2022.
- Jürg Müller: Oft entscheiden Menschen sehr schlecht. Interview mit Thomas Hofmann.  NZZ, 1. November 2017  (paywall), abgerufen am 15. Mai 2022. Es geht immer um grosse Datenmengen, in denen Muster anhand von statistischen Modellen identifiziert werden, damit daraus automatisiert Entscheidungen abgeleitet werden können. Wir nennen das auch maschinelles Lernen, denn diese Systeme verbessern sich selbständig in ihrem Einsatz.

## Ehrungen
- Max-Planck Fellow als Experte für maschinelles Lernen.[4]